# Rauvolfia pachyphylla
Rauvolfia pachyphylla är en oleanderväxtart som beskrevs av Markgraf. Rauvolfia pachyphylla ingår i släktet Rauvolfia och familjen oleanderväxter. Inga underarter finns listade i Catalogue of Life.